# Operacja Jekew
Operacja Jekew (hebr. מבצע יקב, Miwca Jekew; pol. Operacja Winnica) – izraelska operacja wojskowa przeprowadzona podczas I wojny izraelsko-arabskiej w dniach 19-21 października 1948 roku przeciwko arabskim milicjom. Była prowadzona równolegle z operacją Jo’aw i operacją Ha-Har. Celem operacji było przejęcie kontroli nad linią kolejową przebiegającą z wybrzeża do Jerozolimy, oraz wyparcie sił arabskich z tego obszaru. Operacja zakończyła się sukcesem Izraelczyków.

## Tło wydarzeń
W maju 1948 roku w Palestynie rozpoczęła się I wojna izraelsko-arabska, która była kontynuacją wojny domowej w Mandacie Palestyny (1947-1948). W przeciwieństwie do wojny domowej, była to typowa wojna o charakterze konwencjonalnym, w którym zaangażowało się szereg państw arabskich. Na froncie południowym, część pustyni Negew, pas wybrzeża i większą część Judei zajęły wojska egipskie. Na Negewie w całkowitej izolacji pozostała żydowska enklawa. Natomiast na froncie centralnym prowadzone były ciężkie walki z jordańskim Legionem Arabskim w rejonie Latrun, o otwarcie korytarza komunikacyjnego prowadzącego do Jerozolimy. Po niepowodzeniu wszystkich kolejno przeprowadzanych operacji, uruchomiono w czerwcu 1948 alternatywną Drogę Birmańską. Nadrzędnym celem działań prowadzonych na froncie centralnym było zapewnienie bezpieczeństwa Drogi Birmańskiej. W tym celu starano się zająć okoliczne wioski, które służyły arabskim milicjom do ataków na konwoje do Jerozolimy. Pomimo obowiązywania drugiego rozejmu (18 lipca – 15 października 1948 r.) dochodziło w tym rejonie do licznych ataków na żydowskie konwoje. Tymczasem na froncie południowym priorytetem stało się dostarczenie zaopatrzenia dla osiedli żydowskich odciętych na pustyni Negew, których utrzymanie było strategicznym interesem Izraela. W dniu 2 sierpnia zebrał się izraelski rząd. Dawid Ben Gurion uznał wówczas, że siła militarna Izraela jest większa od możliwości prowadzenia skutecznych działań politycznych: 
„Obecnie nasze wojsko jest silniejsze niż nasza polityka, ponieważ nie wszystkie duże kraje uznają nas. Wobec tego wydaje mi się, że nie możemy polegać jedynie na walce politycznej, i musimy podjąć decydującą walkę zbrojną, wprowadzając zmiany na naszą korzyść ... Jest mało prawdopodobne, że ONZ podejmie decyzje zgodne z naszymi oczekiwaniami w odniesieniu do Galilei, drogi do Jerozolimy, Jerozolimy i Negewu ... jeśli nie podejmiemy działań w celu dokonania niezbędnych korekt terytorialnych, nigdy nie będziemy mieli tego, co chcemy osiągnąć na Negewie, na drodze do Jerozolimy i w Galilei.”

Od tego momentu izraelskie dowództwo rozpoczęło pracę nad nowymi planami operacji wojskowych, uznając front południowy za najważniejszy strategicznie obszar wojny. Pokonanie egipskiej armii wyeliminowałoby pierwsze państwo arabskie z wojny, a tym samym mogło przechylić szalę zwycięstwa na stronę żydowską. Opracowywane plany taktyczne były liczone na około siedem dni walki, ponieważ spodziewano się, że w tym okresie zostanie narzucony stronom kolejny rozejm. Tymczasem prowadzono reorganizację, uzupełnienia i szkolenia brygad, który stopniowo zajmowały nowe pozycje na linii frontu. Na posiedzeniu rządu 6 października, Dawid Ben Gurion powiedział: 
„Jeśli walki ograniczą się do południa, czyli jeśli Irakijczycy, Syryjczycy i Jordańczycy nie będą interweniowali, będziemy mogli przejąć kontrolę nad całym Negewem, Morzem Martwym, a następnie dojść na południe do Morza Czerwonego. Możemy również zająć Hebron i Betlejem.”
W tym samym dniu zatwierdzono plan operacji Dziesięć Plag, której nazwa nawiązywała do biblijnych dziesięciu plag, którymi Bóg ukarał Egipcjan, zmuszając ich do wypuszczenia z niewoli Izraelczyków. Nazwę zmieniono jednak na operację Jo’aw. Jej celem było dostarczenie zaopatrzenia drogą lądową do żydowskich osiedli na pustyni Negew. Równocześnie przecięto by egipską linię komunikacyjną łączącą wybrzeże ze zgrupowaniem wojsk w rejonie Irak Suwajdan, al-Faludża i Irak al-Manszija. Siły izraelskie miały następnie kontynuować natarcia w kierunku na Strefę Gazy i Beer Szewę, dążąc do przejęcia kontroli nad całą pustynią Negew. Operacja Jo’aw rozpoczęła się wieczorem 15 października 1948 roku. Izraelskie dowództwo planowało, że gdy zostanie osiągnięte rozstrzygnięcie na froncie południowym, wojska na froncie centralnym będą mogły przeprowadzić dwie operacje na południe od Drogi Birmańskiej. Przed operacją Jekew postawiono kilka celów. Najważniejszym było wsparcie wschodniej flanki operacji Jo’aw i przejęcie kontroli nad linią kolejową łączącą wybrzeże z Jerozolimą. Najtrudniejszym etapem całej operacji miało być zajęcie grzbietu górskiego powyżej strategicznej wioski Bajt Dżala. Miało to zabezpieczyć Jerozolimę od strony południowej, a jednocześnie podzieliłoby siły arabskie w tym rejonie. Izraelczycy stworzyliby także zagrożenie dla pobliskiego miasta Betlejem i otworzyliby drogę dla sił prowadzących równoległą operację Ha-Har do wyzwolenia bloku żydowskich osiedli Gusz Ecjon oraz wyparcia arabskich sił w rejon Hebronu. Siły te zostałby odcięte od zaopatrzenia z rejonu drogi Jerozolima – Jerycho, natomiast operacja Jo’aw miała odciąć te siły od zaopatrzenia docierającego od południa poprzez Beer Szewę. Operacja Jekew zabezpieczyłaby w ten sposób od południa i południowego zachodu Jerozolimę. Dowódców sił operacyjnych uczulano przy tym, że mają bezwzględnie unikać jakichkolwiek incydentów zbrojnych z wojskami jordańskimi, aby nie sprowokować w ten sposób Jordańczyków do zaangażowania się w walki. Pierwotny plan przewidywał, że operacja zajmie jedną noc, aby nie prowokować nadmiernie Jordańczyków.

## Układ sił

### Siły arabskie
Obszar pomiędzy Betlejem a wioską Bajt Dżibrin zajmowało wschodnie skrzydło wojsk egipskich. Stacjonowało tutaj około 2 tys. arabskich ochotników, którymi dowodził Ibrahim Osman Shawkat. Dodatkowo w tym obszarze znajdowały się dwie jednostki jordańskiego Legionu Arabskiego, dysponujące kilkoma pojazdami opancerzonymi.

### Siły żydowskie
Zadanie przeprowadzenia operacji Jekew otrzymała Brygada Ecjoni, pod dowództwem Moszego Dajana.

## Przebieg operacji
Operacja Jekew rozpoczęła się w nocy z 19 na 20 października 1948. 63 Batalion szybkim natarciem zajął grzbiet górski Bajt Dżala, położony na południowy zachód od Jerozolimy. Jako pierwsza została zajęta zniszczona wcześniej arabska wioska Al-Dżura na górze Har Ora o wysokości 839 metrów n.p.m. 62 Batalion rozpoczął natarcie wzdłuż wadi strumienia Refa'im i zajął wzgórze położone na południe od doliny (obecnie znajduje się tutaj osiedle Gilo), górujące nad wioską Bajt Dżala.
Wieczorem w dniu 20 października główne natarcie przeprowadził 61 Batalion, który miał wzmocnić działania 63 Batalionu. Natarcie załamało się jednak pod ogniem karabinów maszynowych i dowódcy wycofali żołnierzy. Dopiero 21 października zajęto wioskę Al-Waladża położoną na zboczach góry Har Aminadav o wysokości 842 metrów oraz północne stoki wadi strumienia Refa'im (rejon obecnego pomnika Kennedy’ego). Tymczasem do arabskich ochotników dotarły informacje o klęskach egipskich wojsk na froncie południowym. Rankiem 21 października upadło miasto Beer Szewa, odcinając drogi zaopatrzenia dla zgrupowania wojsk stacjonujących w rejonie Hebronu i Betlejem. W rezultacie większość egipskich oficerów uciekła z tego rejonu, pozostawiając swoich żołnierzy samemu. Siły arabskie zaczęły się w popłochu wycofywać, nie nawiązując walki z Izraelczykami. Jordańczycy podjęli próbę ratowania sytuacji i wysłali kompanię żołnierzy dowodzonych przez brytyjskiego oficera w celu ponownego zorganizowania arabskich ochotników aby stworzyć nową linię obrony. Próba ta jednak zakończyła się niepowodzeniem, a jordańskie działania ograniczyły się do wystawienia blokady drogowej na południe od Betlejem.

Mosze Dajan zwrócił się do premiera Ben Guriona z propozycją zajęcia Bajt Dżala, otrzymał jednak odmowę. Ben Gurion powiedział: 
„Jeśli zajmiemy wioskę, będziemy musieli ją ewakuować pod presją ONZ, dlatego szkoda tracić przy tym życie choćby jednego człowieka.”

## Reakcje i następstwa
Operacja Jekew zakończyła się sukcesem Izraelczyków. Linia zajęta przez Brygadę „Ecjoni” w Judei stała się linią zawieszenia broni pomiędzy Izraelem a Jordanią na początku 1949 roku.